# Über die Wissenschaften
Über die Wissenschaften (arabisch كتاب إحصاء العلوم, DMG Kitāb Iḥṣāʾ al-ʿulūm) ist eine Abhandlung, die der islamische Philosoph und Gelehrte al-Fārābī Anfang des 10. Jahrhunderts in arabischer Sprache verfasste. Wie er in der Einleitung darlegt, ist es seine Absicht, die allgemein anerkannten Wissenschaften in einem kurzen Überblick zu beschreiben. Gerhard von Cremona übersetzte den Text im 12ten Jahrhundert in die lateinische Sprache. Dies war Grundlage der Edition, Übersetzung ins Deutsche und Kommentierung durch Franz Schupp, die in diesem Artikel verwendet wird. Allerdings hatte Franz Schupp auch Einblick in das arabische Original, was er zu zahlreichen Verdeutlichungen und Kommentierungen benutzte. Im Folgenden werden die Texte nach den Stellenangaben in den drei benutzten lateinischen Handschriften (P, G, B) angegeben.

## Aufbau und Quellen
In der Einleitung gliedert al-Fārābī die Wissenschaften in
- Wissenschaft der Sprache
- Wissenschaft der Logik
- mathematische Wissenschaften (Arithmetik, Geometrie, Optik, Astronomie, Musik, Wissenschaft von den Gewichten, Erfindungswissenschaft)
- Naturwissenschaft
- göttliche Wissenschaft
- Stadtwissenschaft
- Rechtswissenschaften
- Beredsamkeit

Für viele dieser Themen verwendet der Autor antike, griechische Quellen, die in arabischer Übersetzung vorlagen. So werden etwa für die Arithmetik Fachbegriffe aus den Elementen des Euklid zitiert. Die „Rechtswissenschaften“ bewegen sich allerdings ausschließlich in arabischen Vorstellungen. Im arabischen Text steht ilm al-fiqh, also der Fachbegriff für islamische Rechtslehre. Und nur darauf, also auf eine der Religion und Gott verpflichteten Rechtsauffassung bezieht sich der Text.

## Die Wissenschaften

### Wissenschaft der Sprache
Das Arabische ist die Sprache des Islams, die gottgegebene Sprache des Korans. Ihre reine Erhaltung und normative Grammatik ist für die muslimische Welt ungeheuer wichtig. Al-Fārābī geht auf wesentliche Züge dieser Grammatik ein, etwa die Möglichkeit, aus Verben Verbalsubstantive zu bilden oder die Bedeutung der Wurzelkonsonanten, aber auch auf das Schreiben und vor allem auf das in der arabischen Welt so wichtige Lesen zur richtigen Rezitation des Korans. Da genaue Kenntnis der Grammatik und Wortkunde schon in der Umayyadenzeit wesentliche Voraussetzung für richtiges Dichten waren. schreibt al-Fārābī anschließend über die Regeln der Verse, die Poetik. Wie auch in seinem Werk Buch der Dichtung  (DMG Kitāb aš-Šiʿr) stellt er dar, dass sich die arabische Dichtung mit den Versenden, der Metrik und einer speziellen poetischen Wortwahl beschäftigt.

### Wissenschaft der Logik
Zu Beginn des zweiten Kapitels definiert al-Fārābī: die Kunst der Logik liefert Regeln, die Vernunft zu berichtigen und den Menschen auf den Weg zur Wahrheit zu führen. Er gibt seine Quellen nicht explizit an. Wenn er aber von den 8 Teilen und Büchern der Logik spricht, Kategoriai (Kategorien), Peri hermeneias (De interpretatione), Analytika protera (Analytica priora) ... so bezieht er sich damit auf das Organon des Aristoteles. Von diesen Werken lagen im 9ten Jahrhundert Übersetzungen in die arabische Sprache vor und sie wurden im 10ten Jahrhundert auch von anderen philosophischen, arabischen Lehrern, etwa den Brüdern der Reinheit bearbeitet. Nun hat der Autor den sechs Themenbereichen, die in der antiken, lateinischen Literatur zum Organon zusammengefasst wurden, die Rhetorik und die Poetik zugefügt. Damit hat er eine Zuordnung übernommen, die sich zeitlich nicht genau einordnen lässt, aber bereits während des Neoplatonismus in der Alexandrinischen Schule diskutiert wurde. Al-Fārābī beschäftigt sich nun ein zweites Mal mit der Poetik, diesmal als Bestandteil der Logik. Der Poetik wird ein poetischer Syllogismus zugeordnet und die poetische Rede wird definiert als eine, die eine imaginäre Vorstellung einer Sache hervorbringt. Das arabische Wort, das so übersetzt wird, ist taḫīl (DMG). und ein zentraler Begriff bei der Behandlung arabischer Dichtung.

### Mathematische Wissenschaften (Arithmetik, Geometrie)
Al-Fārābī unterteilt die Arithmetik in eine angewandte und eine theoretische Wissenschaft von der Zahl. Die angewandte erforscht die Zahlen, insofern sie gezählte Gegenstände, Menschen, Dīnāre (eine im arabischen Raum verwendete Münze) usw. erklären. Diese Arithmetik wird vom gewöhnlichen Volk für Handelsgeschäfte verwendet. und hat bei den Arabern eine bedeutendere Rolle als bei den Griechen. Für die theoretische Wissenschaft nennt der Autor einige Definitionen aus dem Werk Die Elemente des Euklid – z. B. die vollkommene Zahl (Die Elemente, VII,22). Erst im folgenden Abschnitt über die Geometrie nennt er als Quelle für beide mathematischen Wissenschaften dieses Werk. Die Elemente waren bereits zu Beginn des 9. Jahrhunderts von Al-Ḥaǧǧāǧ übersetzt worden und standen in einigen Texten und Kommentaren zur Verfügung. Auch für die Geometrie gibt Al-Fārābī eine praktische Ausrichtung für Zimmerleute, Feldvermesser u. a. an, und eine theoretische, die Linien, Flächen und Körper in absoluter Weise erforscht ... und auch die Ursachen lehrt, und zwar mit Beweisen, die uns ein sicheres Wissen vermitteln.

### Mathematische Wissenschaften (Erfindungswissenschaften)
Die Wissenschaft der nützlichen Erfindungen ... (hilft), die Beschaffenheit in den Lehren und Beweis über die natürlichen Körper zur Anwendung zu bringen. . So schreibt al-Fārābī. Der arabische Ausdruck, der durch „Erfindungswissenschaften“ wiedergegeben wird, ist ʿilm al-ḥiyal, was auch durch „Behelf, Kniff“, „Mechanik“ oder – wohl unangemessen modern – „Ingenieurwissenschaften“ übersetzt werden könnte. Diese praktischen Wissenschaften wurden im arabischen Raum sehr beachtet. Möglicherweise bezieht sich der Autor in dem von ihm gewählten Ausdruck auf das Buch Kitāb al-Ḥiyal (Buch der Mechanik) der Brüder Banū Mūsā, die einige Jahrzehnte zuvor großen Einfluss hatten. Zur praktischen Wissenschaft gehört für den Autor auch die Zahlenerfindung, verbunden mit den Begriffen algebra, al-muqābala. Er bezieht sich damit auf das Buch Kitāb al Ǧabr wa al-Muqābala (Buch über die Rechenverfahren durch Ergänzen und Ausgleichen) des Mathematikers al-Ḫwārizimī. Al-Fārābī zeigt sich interessiert an den irrationalen Zahlen. Zwar arbeitet das Buch des al-Ḫwārizimī gewöhnlich mit rationalen Koeffizienten, bei den Zwischenschlitten wird die Grenze der rationalen Zahlen aber häufig überschritten. Z.B. bei der Berechnung der (rationalen) Fläche eines gleichseitigen Dreiecks mit der Seitenlänge a=10 kann die verwendete Höhe des Dreiecks nur als (irrationale) Wurzel aus der Differenz von Seitenquadrat und Halbseitenquadrat ({\displaystyle {\sqrt {a^{2}-a^{2}/4}}=5{\sqrt {3}}}) angegeben werden. Al-Fārābī verweist bzgl. Definition und Behandlung der irrationalen Zahlen auf Buch 10 der Elemente des Euklid. Seine eigenen Angaben (... jede Zahl bezieht sich auf irgendeine rationale oder irrationale Größe ...) bleiben aber unbestimmt.
Für diese praktischen Wissenschaften und Erfindungen werden zahlreiche Beispiele genannt: Instrumente zum Heben von Gegenständen, Musikinstrumente, Waffen, optische Geräte, Spiegel, Hausbau und Zimmermannsarbeiten und anderes mehr.

## Weiterleben und Überlieferung
Es sind 5 arabische Handschriften bekannt, die älteste aus dem 12ten Jahrhundert in der Köprülü-Bibliothek in Istanbul. Die Schrift wurde im arabischen Bereich wahrscheinlich für zahlreiche Einführungsschriften verwendet und auch als richtungsweisend gewürdigt.
Wichtig waren aber auch die zwei Übersetzungen in die lateinische Sprache durch die Vertreter der Übersetzerschule von Toledo Gerhard von Cremona und Dominicus Gundissalinus im 12ten Jahrhundert. Für Gundissalinus ist die Schrift eine wesentliche Grundlage und Quelle für sein Werk De divisione philosophiae.

## Textausgaben und Übersetzungen
- Iḥṣāʾ al-ʿulūm. Hrsg. v. U. Amīn. 3. Aufl., Kairo 1968
- Franz Schupp: Al-Fārābī: Über die Wissenschaften/De scientiis. Nach der lateinischen Übersetzung von Gerhard von Cremona. Lateinisch-deutsch (Philosophische Bibliothek. Band 568), Hamburg 2005